# Biebersdorf (Märkische Heide)
Biebersdorf, niedersorbisch Njacyna, ist ein Ortsteil der Gemeinde Märkische Heide im brandenburgischen Landkreis Dahme-Spreewald. Bis zum 26. Oktober 2003 war Biebersdorf eine eigenständige Gemeinde, die vom Amt Märkische Heide verwaltet wurde.

## Lage
Biebersdorf liegt in der Niederlausitz, etwa acht Kilometer nordöstlich von Lübben. Umliegende Ortschaften sind Krugau im Norden, Dollgen im Nordosten, Groß Leine im Osten, Klein Leine im Südosten, der zur Gemeinde Neu Zauche gehörende Ortsteil Briesensee im Süden, die Stadt Lübben (Spreewald) im Südwesten und Westen sowie Dürrenhofe im Nordwesten. Seit 2023 gehört Biebersdorf zum amtlichen Siedlungsgebiet der Sorben/Wenden.
Biebersdorf liegt an der Bundesstraße 87 von Lübben nach Beeskow. Die Bundesstraße wird im Ort von der Landesstraße 443 gekreuzt, die von Radensdorf nach Gröditsch führt. Im Südosten der Gemarkung von Biebersdorf befindet sich in einem Waldgebiet der Barbassee. Im Nordosten grenzt Biebersdorf an das Naturschutzgebiet Dollgener Grund mit dem Dollgensee.
Auf der Gemarkung Biebersdorf liegt der Wohnplatz Forsthaus Marienberg, früher auch Marienschäferei bzw. Vorwerk Marienberg genannt. Das frühere Forsthaus Biebersdorf westsüdwestlich von Biebersdorf nahe der Spree lag bereits auf der Gemarkung Lübben (Spreewald).

## Geschichte

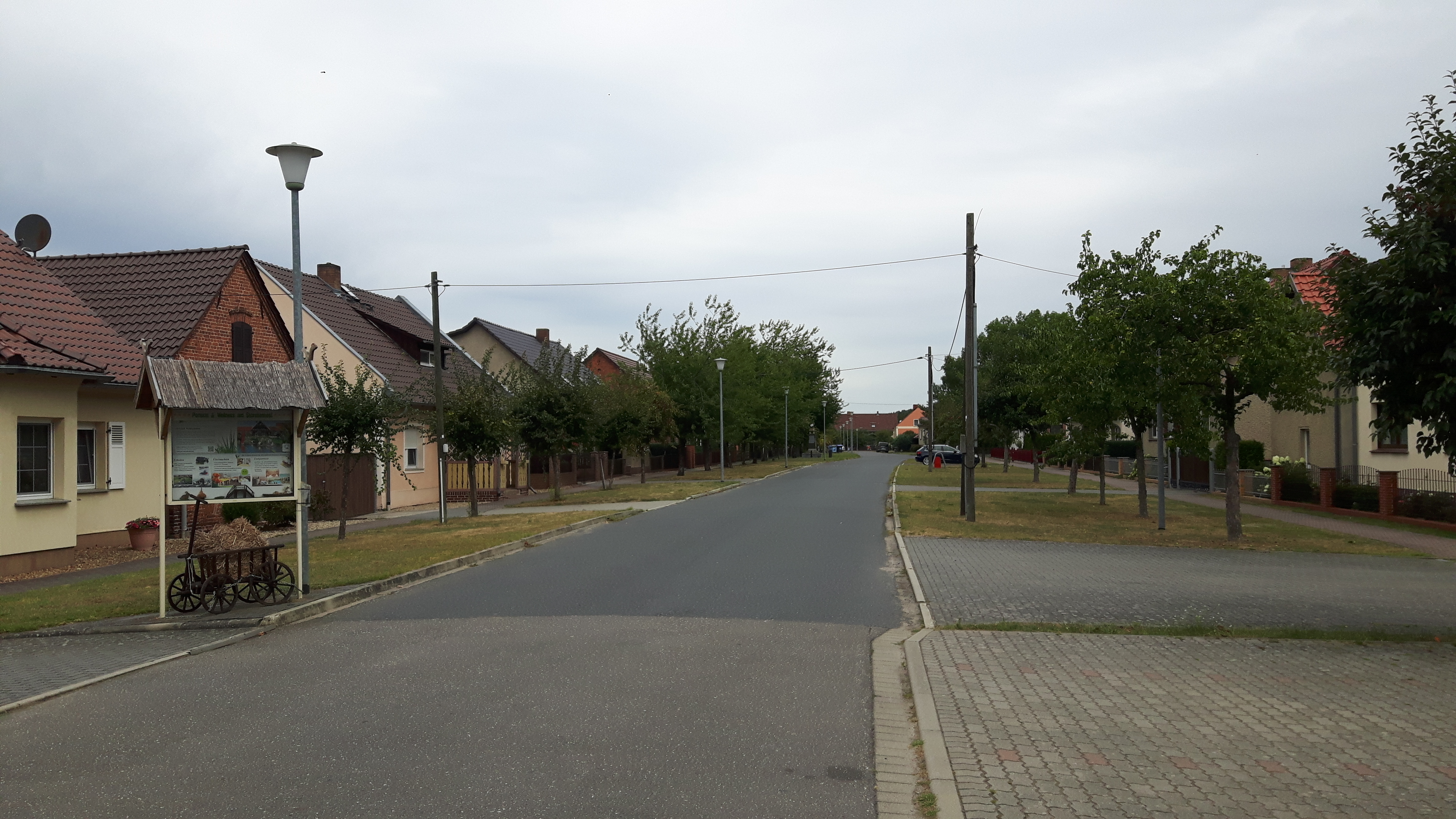
Dorfstraße

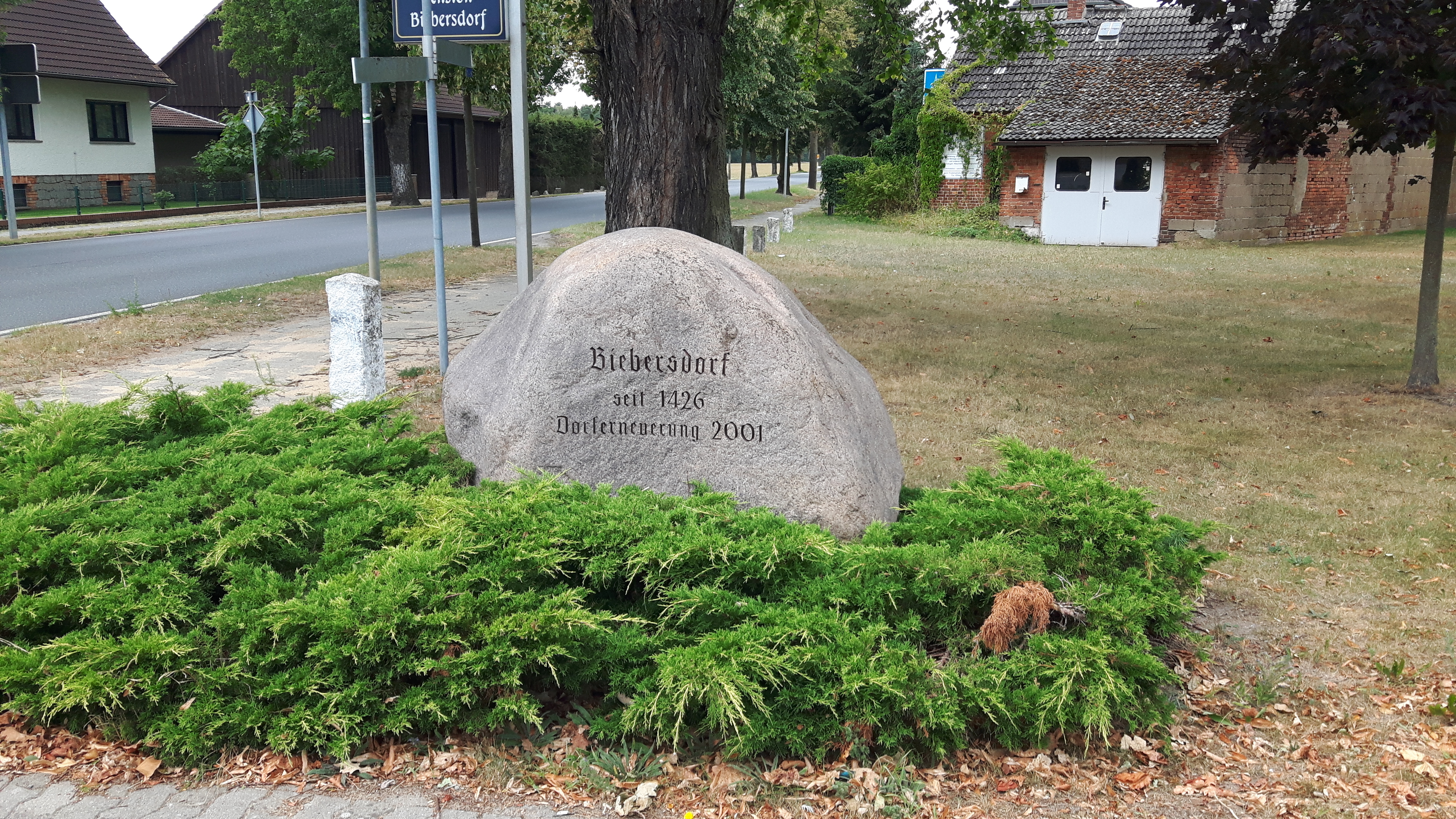
Stein mit der Ersterwähnung Biebersdorfs im Ortszentrum

Der Ort wurde 1426 erstmals als Beberstorff in Urkunden erwähnt. Der Ortsname leitet sich nicht von Bibern ab, sondern bezieht sich nach Reinhard E. Fischer und Ernst Eichler auf einen deutschen Vornamen Biber, was auf einen Dorfbesitzer oder -gründer hinweist. Nach Rudolf Lehmann war Biebersdorf nach seiner Struktur ursprünglich ein Sackgassendorf. Biebersdorf gehörte vermutlich ursprünglich zur Burggrafschaft Lübben. 1426 wurden 1½ Ritterhufen, eine Lehnhufe, eine Bauernhufe und zwei Gärtner genannt. Lehmann hält diese Angabe möglicherweise nur für eine Teilangabe.
Im 16. bis erste Hälfte des 17. Jahrhunderts gehörte Biebersdorf zu den Landvogteidörfern, die dem Landvogt zum persönlichen Unterhalt und Finanzierung seiner Verwaltung gegeben wurde. 1657/63 kam die Niederlausitz an das neu geschaffene Sekundogeniturfürstentum Sachsen-Merseburg. Dessen reformfreudiger erster Herrscher Christian I. schaffte 1666 das Amt des Landvogts ab. Die Landvogteidörfer wurden zum Amt Lübben zusammengefasst. An die Stelle des Landvogts trat die Oberamtsregierung mit dem Oberamtsregierungsrat an seiner Spitze, die ihren Sitz im Schloss in Lübben (Spreewald) hatte. Die Einnahmen aus dem Amt Lübben dienten aber weiterhin der Finanzierung der Verwaltung der Oberamtsregierung. 1670 werden wiederum Ritter- und Lehnhufe sowie acht Bauern, sechs Kossäten und 12 Büdner genannt. 1708 wohnten in Biebersdorf zehn Bauern, sechs Kossäten und 12 Büdner, insgesamt 63 Personen im Alter von 12 bis 60 Jahren. Schon Anfang des 18. Jahrhunderts nutzte man einen Gesundbrunnen auf dem Marienberg bei Biebersdorf. Wie frequentiert er war, ließ sich bisher nicht in Erfahrung bringen. 1719 traf man Maßnahmen zur Erhaltung des Gesundbrunnens.
1723 werden zwei Lehnbauern, acht Bauern, 6 Kossäten und 18 Büdner genannt. 1724/25 erhielt Generalfeldmarschall Jakob Heinrich Graf von Flemming einen Platz zwischen Krugau und Biebersdorf zur Errichtung einer Ziegelscheune zugewiesen. Diese Ziegelscheune konnte nicht lokalisiert werden. Die spätere Ziegelei lag südöstlich des Ortskerns (Seeweg 12).
Durch Biebersdorf hindurch führte die wichtige Fernverkehrsstraße Lübben (Spreewald)-Frankfurt (Oder). Sie musste 1727/34 ausgebessert werden. Doch schon 1744/55 sind erneute Reparaturen und Baumaßnahmen überliefert. Vermutlich aufgrund der Bedeutung dieser Fernverkehrsstraße besaß Biebersdorf einen Erbkrug. Schon Ende des 18. Jahrhunderts war ein Schmied in Biebersdorf ansässig, der 1782 die Erlaubnis für einen Eisenwarenhandel beantragte. Die Fernverkehrsstrecke durch den Ort brachte der Gemeinde auch Ärger ein. 1795 beschwerte sich die Gemeinde über Fuhrwerke, die einen Weg durch ihre Weiden nahmen, um die Chausseegeldhebestelle zu umfahren.
Auf dem nahegelegenen Marienberg befand sich eine zum Dorf gehörende Schäferei, das Schmettausche Kartenwerk von 1767/87 verzeichnet sie als Marienschäferei, ebenso die Topographisch-militärische Karte von Sachsen von 1810. Zudem wurde damals dort Weinbau betrieben. Biebersdorf galt als sogenanntes Freidorf. Allerdings galt das nur für die zwei Lehnbauern. Die anderen Bauern und Kossäten waren Lassnahrungen, die erst 1832/40 gegen Ablösegelder in freies Eigentum umgewandelt wurden. Sie waren auch nicht von Abgaben und Diensten befreit, wie der Name Freidorf implizieren könnte. 1791 wohnten in Biebersdorf zwei Lehnbauern, acht andere Bauern, sechs Kossäten und 18 Büdner. Das Vorwerk und Schäferei Marienberg war Amtsuntertanen für 600 Reichstaler vererbpachtet. 1818 wurden im Ort 43 Häuser und 264 Einwohner gezählt. Separat gezählt wurde die Biebersdorfer Ziegelei mit einem Wohnhaus und sieben Bewohnern. Das Vorwerk Marienberg bestand damals aus zwei Wohnhäusern und hatte 26 Einwohner. August Schumann führt den Marienberg auf, bei dem sich ein guter mineralischer Brunnen befinde, erwähnt jedoch nicht das Vorwerk.

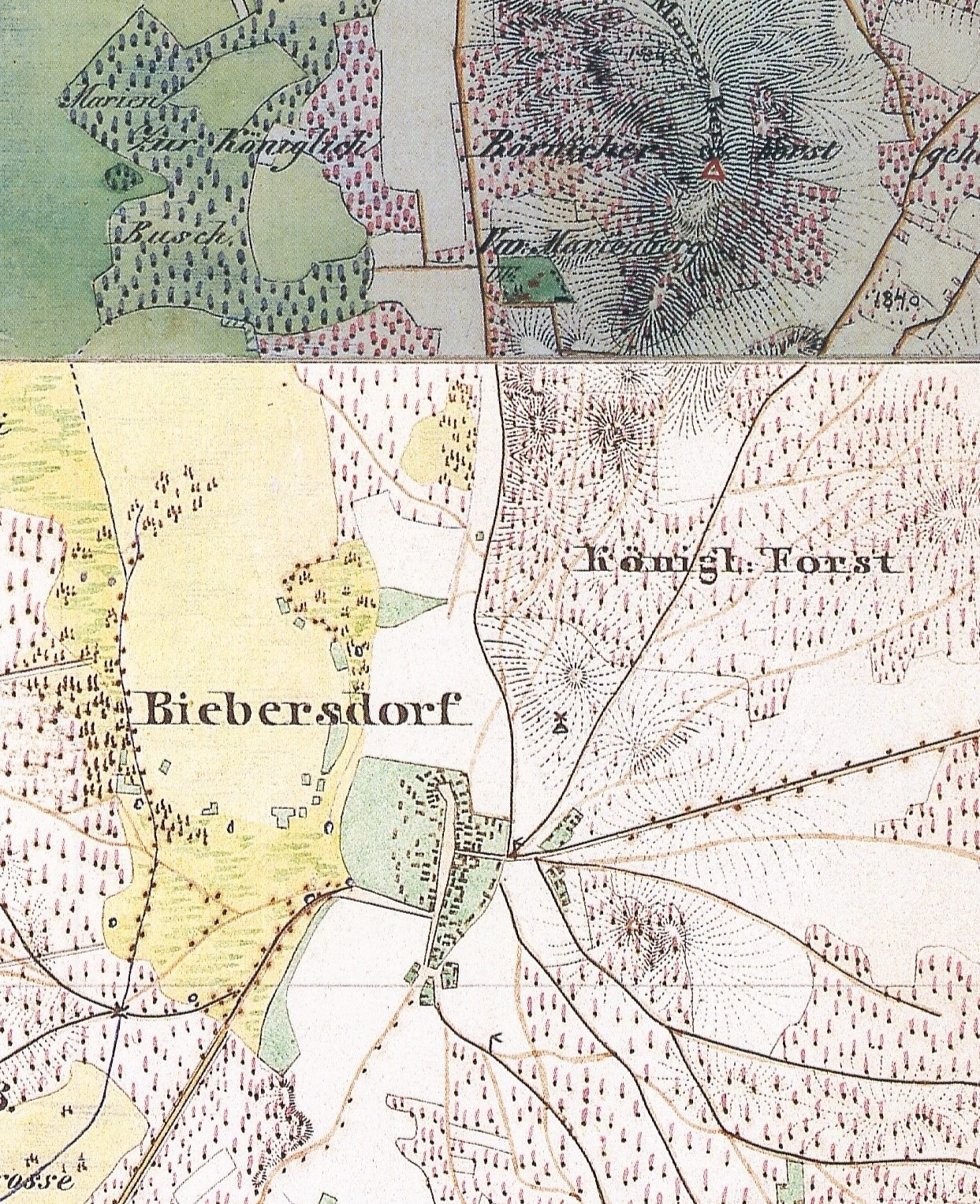
Biebersdorf und Vorwerk Marienberg auf den Urmesstischblätter 3949 Schlepzig von 1846 und 4049 Lübben (Spreewald) von 1846 kombiniert

1828 hatte der Ort 45 Häuser und 270 Einwohner. Der Ort lag entlang der Straße von Lübben nach Friedland mit einer angegebenen Entfernung von „2 Stunden [bis] Lübben“. Es gab zudem ein Schulgebäude, die Schule war der landesherrlichen Collatur und der Inspektion durch den Superintendenten zu Lübben unterstellt. Die Ziegelei gab es weiterhin, und ein Gesund(heits)brunnen ist ebenfalls verzeichnet. Bis 1840 stieg die Einwohnerzahl Biebersdorfs auf 351 Einwohner an, und das, obwohl sich die Anzahl der Gebäude nur um eines auf 46 erhöhte. Die Schäferei war eingegangen und der früher erwähnte Weinberg war aufgegeben worden, sie tauchen nicht mehr in der Statistik auf. Das Urmesstischblatt 4049 Lübben von 1846 verzeichnet nun statt der Schäferei Marienberg ein Vorwerk Marienberg und eine Unterförsterei sowie nordöstlich des Ortskerns eine Windmühle. Im August 1854 verursachten schwere Regenfälle im Oder-Spree-Gebiet schwere Überschwemmungen und Deichbrüche. Auch Biebersdorf war davon betroffen. Durch die Überschwemmungen von 557 Morgen Äckern und Wiesen entstand ein Schaden von 1000 Talern. Nach Berghaus hatte die Gemarkung 1850 eine Fläche von 3252 Morgen. Im Dorf wohnten 17 Bauern; es gab 46 Häuser.
Bis 1864 erhöhte sich die Einwohnerzahl Biebersdorfs noch einmal sehr stark, für das Jahr sind 444 Einwohner verzeichnet, die 48 Häuser bewohnten. Zum Ort gehörten eine Ziegelei, eine Chausseegeldhebestelle an der Straße über Friedland nach Frankfurt sowie eine Windmühle. Das Forsthaus Marienberg ist fälschlicherweise Schlepzig zugeordnet.
Im April des Jahres 1888 kam es zu einer großen Feuersbrunst, welcher neben 3 Menschenleben auch viele Tiere und acht Höfe zum Opfer vielen. Über die Entstehungsursache wurde nichts bekannt, doch (lt. mehrerer Zeitungsmitteilungen) wurde Brandstiftung vermutet, weil es zu gleicher Zeit auch an einer zweiten Stelle, am Ende des Dorfes, welches hier in einer Sackgasse ausläuft, zu brennen angefangen haben soll.

Biebersdorf auf einer Postkarte um 1909

## Kommunale Geschichte
Biebersdorf liegt in der Niederlausitz, die ab 1373 zur böhmischen Krone gehörte. 1635 kam sie als Lehen an das Kurfürstentum Sachsen, behielt aber innerhalb des Kurfürstentum Sachsen einen Sonderstatus bei. In der Niederlausitz gehörte Biebersdorf zum Amt Lübben im Krumspreeischen Kreis. Nach den auf dem Wiener Kongress beschlossenen Gebietsabtretungen des Königreiches Sachsen an das Königreich Preußen gehörte Biebersdorf zum Kreis Lübben im Regierungsbezirk Frankfurt der Provinz Brandenburg. Das Amt Lübben wurde mit geringen Gebietsänderungen in die preußischen Verwaltungsstrukturen integriert.
Nach dem Zweiten Weltkrieg lag Biebersdorf zunächst in der sowjetischen Besatzungszone und anschließend in der DDR. Bei der am 25. Juli 1952 in der DDR durchgeführten Kreisreform wurde die Gemeinde Biebersdorf dem Kreis Lübben im Bezirk Cottbus angegliedert. Nach der Wiedervereinigung wurde der Kreis Lübben 1990 in Landkreis Lübben umbenannt und schließlich 1993 mit zwei weiteren Kreisen zum Landkreis Dahme-Spreewald vereinigt. Die Gemeinde Biebersdorf schloss sich 1992 dem Amt Märkische Heide an. Zum 26. Oktober 2003 wurde dieses Amt aufgelöst und die Gemeinden des Amtes wurden zu der neuen amtsfreien Gemeinde Märkische Heide vereinigt. Seitdem ist Biebersdorf ein Ortsteil der Gemeinde Märkische Heide.
Im Ort wird ein Ortsbeirat bestehend aus drei Mitgliedern unmittelbar gewählt. Ortsvorsteherin ist Marita Nowigk.

## Kirchliche Geschichte
Der Ort war 1718, 1820 und 1930 nach Krugau eingepfarrt. Schumann schreibt Biebersdorf eine Pfarrkirche zu, die es aber nie gab. Für 1730 ist eine jährlich stattfindende Buß- und Brandpredigt für die Gemeinde in Biebersdorf dokumentiert. Die Gründe für die Bußpredigt ist allerdings nicht bekannt. Heute gehört Biebersdorf zur Evangelische Hoffnungskirchengemeinde Groß Leuthen und Umland im Pfarrsprengel Groß Leuthen-Zaue im Evangelischen Kirchenkreis Niederlausitz.
| Einwohnerentwicklung in Biebersdorf von 1818 bis 2002 | Einwohnerentwicklung in Biebersdorf von 1818 bis 2002 | Einwohnerentwicklung in Biebersdorf von 1818 bis 2002 | Einwohnerentwicklung in Biebersdorf von 1818 bis 2002 | Einwohnerentwicklung in Biebersdorf von 1818 bis 2002 | Einwohnerentwicklung in Biebersdorf von 1818 bis 2002 | Einwohnerentwicklung in Biebersdorf von 1818 bis 2002 | Einwohnerentwicklung in Biebersdorf von 1818 bis 2002 | Einwohnerentwicklung in Biebersdorf von 1818 bis 2002 | Einwohnerentwicklung in Biebersdorf von 1818 bis 2002 | Einwohnerentwicklung in Biebersdorf von 1818 bis 2002 | Einwohnerentwicklung in Biebersdorf von 1818 bis 2002 | Einwohnerentwicklung in Biebersdorf von 1818 bis 2002 | Einwohnerentwicklung in Biebersdorf von 1818 bis 2002 | Einwohnerentwicklung in Biebersdorf von 1818 bis 2002 | Einwohnerentwicklung in Biebersdorf von 1818 bis 2002 | Einwohnerentwicklung in Biebersdorf von 1818 bis 2002 | Einwohnerentwicklung in Biebersdorf von 1818 bis 2002 |
| ----------------------------------------------------- | ----------------------------------------------------- | ----------------------------------------------------- | ----------------------------------------------------- | ----------------------------------------------------- | ----------------------------------------------------- | ----------------------------------------------------- | ----------------------------------------------------- | ----------------------------------------------------- | ----------------------------------------------------- | ----------------------------------------------------- | ----------------------------------------------------- | ----------------------------------------------------- | ----------------------------------------------------- | ----------------------------------------------------- | ----------------------------------------------------- | ----------------------------------------------------- | ----------------------------------------------------- |
| Jahr                                                  | 1818                                                  | 1846                                                  | 1867                                                  | 1875                                                  | 1890                                                  | 1910                                                  | 1925                                                  | 1933                                                  | 1939                                                  | 1946                                                  | 1950                                                  | 1964                                                  | 1971                                                  | 1981                                                  | 1985                                                  | 1995                                                  | 2002                                                  |
| Einwohner                                             | 271                                                   | 374                                                   | 453                                                   | 416                                                   | 421                                                   | 462                                                   | 425                                                   | 449                                                   | 457                                                   | 752                                                   | 697                                                   | 467                                                   | 468                                                   | 427                                                   | 420                                                   | 390                                                   | 396                                                   |

## Denkmale
Für Biebersdorf weist die Denkmalliste des Landes Brandenburg für den Landkreis Dahme-Spreewald nur ein Bodendenkmal aus:
- Nr. 10046 Flur 1 der Dorfkern aus dem deutschen Mittelalter und Neuzeit